# Luftangriff auf Kana

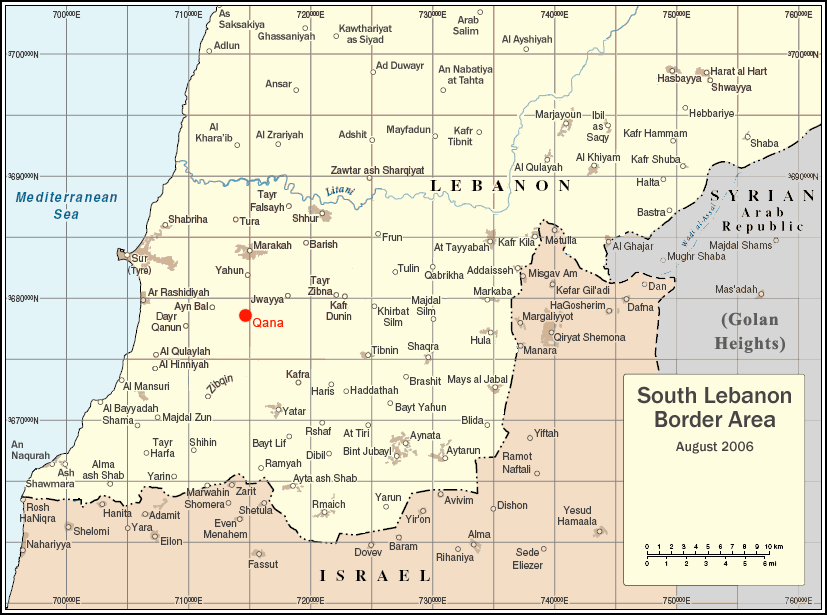
Lage von Kana im Libanon

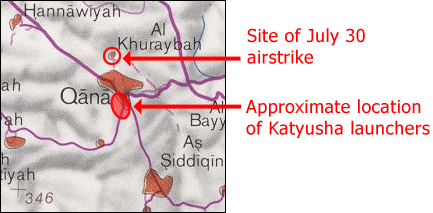
Darstellung des Angriffes auf Kana laut Angaben der CIA

Der Luftangriff auf Kana war ein Angriff der Israelischen Luftwaffe (IAF) am 30. Juli 2006 auf den Ort Kana im südlichen Libanon. Durch den Einsturz eines dreistöckigen Gebäudes nach dem Einschlagen von Bomben wurden dort 27 Personen getötet.
Der Luftangriff erfolgte am Ende der dritten Woche des Libanonkriegs 2006. Unmittelbar nach dem Angriff wurde von den Medien verbreitet, bei dem Angriff habe es 54 Opfer gegeben, darunter 37 Kinder. Die US-amerikanische NGO Human Rights Watch korrigierte diese Zahlen am 2. August 2006 auf 27. Sie berief sich dabei auf Angaben des Krankenhauses in Tyros. Diese korrigierten Zahlen enthielten jedoch ein Opfer, das irrtümlich diesem Angriff zugerechnet wurde.
Die Israelischen Verteidigungsstreitkräfte (IDF) rechtfertigten den Angriff damit, dass die Hisbollah wiederholt aus der Umgebung des zerstörten Gebäudes Katjuscha-Raketen abgeschossen habe.
Human Rights Watch bezweifelte, dass Hisbollah-Milizionäre von dort aus operiert hätten. Die Organisation stützt sich hierbei auf die Aussagen von Augenzeugen sowie auf eine eigene Begutachtung des Schauplatzes am Tag nach dem Angriff und nennt explizit das Fehlen militärischer Ausrüstungsgegenstände und entsprechender Leichname.
Der Angriff war aufgrund der internationalen Reaktionen ein Wendepunkt im Kriegsverlauf.

## Ablauf nach Angaben der Bewohner
Die Israelische Luftwaffe hatte gegen 1:00 Uhr morgens bombardiert. Die Bewohner sagten aus, ein Teil des Gebäudes sei sofort eingestürzt und habe, Augenzeugenberichten zufolge, mehrere kleinere Kinder getötet. Nach dem ersten Luftschlag hatten einige Personen das Gebäude verlassen, um den Schaden zu begutachten und innerhalb von zehn Minuten sei das Gebäude von einem zweiten Luftschlag getroffen worden, der den Einsturz der Wände verursacht und die Bewohner, die nicht herausgelaufen waren, dabei tötete.
In den Tagen nach dem Angriff waren widersprüchliche Versionen über den zeitlichen Ablauf kursiert, insbesondere darüber, zu welchem Zeitpunkt das Gebäude eingestürzt war. Bewohner des Ortes wiesen Behauptungen der israelischen Streitkräfte zurück, das Gebäude sei erst Stunden nach dem Angriff eingestürzt.
Berichte über den Zwischenfall erschienen in arabischen Medien etwa sieben Stunden nach dem Angriff. Der israelischen Zeitung Haaretz zufolge machten arabische Medien keine Angaben darüber, wann das Gebäude zusammengebrochen sei.

## Verzögerung bei der Rettung
Das Libanesische Rote Kreuz in Tyros hat den ersten Alarmruf nach der Bombardierung um 7:00 Uhr morgens erhalten. Nach Auskunft des Leiters der Rotkreuzstation in Tyros, Sami Yazbuk, hat die vorangegangene Bombardierung der Straßen das Eintreffen des Rotkreuz-Personals verzögert. Es gibt Berichte, wonach der Luftangriff auch noch während der Rettungsarbeiten fortgesetzt wurde.

## Libanesische Position
Der libanesische Ministerpräsident Fouad Siniora sagte, dass die Bombardierung von Kana eine Waffenruhe noch dringender mache. Er bezeichnete Israel als „Kriegsverbrecher“ und sagte Gespräche mit der Außenministerin der Vereinigten Staaten Condoleezza Rice ab. Siniora rief den Sicherheitsrat der Vereinten Nationen an, eine Dringlichkeitssitzung abzuhalten. AFP hatte unter Berufung auf ein libanesisches Parlamentsmitglied berichtet, dass 15 der getöteten Kinder körperlich oder geistig behindert waren und auf ihren Abtransport gewartet hätten. Der Bericht nannte jedoch nicht den Urheber dieser Nachricht. In der von HRW veröffentlichten Opferliste finden sich keine Hinweise auf Behinderungen.

## Zeitablauf nach israelischen Angaben
Ein hochrangiger israelischer Luftwaffen-Offizier gab an, dass die israelischen Streitkräfte (IDF) das Gebiet seit 28. Juli 2006 anvisiert habe und dass das getroffene Gebäude anhand von Erkenntnissen der Aufklärung als Ziel ausgewählt wurde. Demnach hätten sich Hisbollah-Milizionäre mit Katjuscha-Raketen und Startrampen darin verborgen. Vertreter der IDF sagten ferner aus, sie hätten geglaubt, das Gebäude sei „leer“ gewesen. „Wir warnten die Bewohner, dass wir dort angreifen würden“, sagte der Offizier. „Wir arbeiten unter der Annahme, dass die Dörfer leer sind und dass, wer auch immer dort ist, mit der Hisbollah verbunden ist.“
Nach Angaben des IAF-Stabschefs Brigadegeneral Amir Eshel hätten Raketen das Gebäude kurz nach Mitternacht getroffen. Er gab an, dass er nicht wisse, wann das Gebäude eingestürzt sei, aber „ausländischen Presseberichten zufolge, und das sind Berichte, auf die wir uns beziehen, ist das Gebäude um acht Uhr morgens eingestürzt. Wir haben keine Zeugenaussagen hinsichtlich des Zeitpunkts des Einsturzes. Wenn das Haus um Mitternacht eingestürzt ist, ist es schwer für mich zu glauben, dass sie acht Stunden mit der Evakuierung gewartet haben.“
- Höhere IAF-Offiziere sagten aus, dass der Einsturz durch eine nicht sofort explodierte Rakete oder durch einen Hisbollah-Sprengkörper verursacht worden sein könnte.[15][16]

Die IDF hat von dem Luftangriff selbst keine Aufnahmen freigegeben, aber ein auf der Website der israelischen Armee veröffentlichtes Video zeigt nach IDF-Angaben, dass einige Zeit vor dem Zwischenfall von Kana aus Raketen abgeschossen und Abschussrampen in Wohngebieten des Dorfes versteckt wurden.

## Untersuchungen des Angriffs
Der Luftangriff und die daraus resultierende Opferzahl, die in den ersten Berichten zu hoch angegeben wurde, führte zu weltweiter Empörung und auf Druck der öffentlichen Meinung zu Untersuchungen des Vorfalls. Dabei spielten Bilder des Fotografen Adnan Hajj eine nicht unerhebliche Rolle. Reuters zog einige Tage später 920 von dem Freelancer gemachte Fotos zurück, da einige davon mit einem Bildbearbeitungsprogramm redigiert worden waren. Bei anderen wurde der Vorwurf erhoben, diese seien gestellt gewesen.

### Untersuchung durch die IDF
Am 2. August 2006 erklärte die IDF, ihre Untersuchung des Zwischenfalls sei abgeschlossen. Der Bericht wurde nicht veröffentlicht, sondern Verteidigungsminister Amir Peretz und dem damaligen Chef des Generalstabs Dan Chalutz übergeben. Dieser nahm in einer Presseerklärung zum Vorfall Stellung. Nach dieser Erklärung glaubte die Israelische Armee, das Gebäude sei leer gewesen und Chalutz ergänzte, „es wurde am Sonntag um 0.25 Uhr mit zwei Bomben der IDF angegriffen. Eine der Bomben explodierte, die andere war anscheinend ein Blindgänger.“ In der Stellungnahme wurde die Hisbollah beschuldigt, menschliche Schutzschilde zu verwenden und ferner angemerkt, die israelische Armee „hätte Informationen zufolge operiert, wonach das Gebäude nicht von Zivilisten bewohnt gewesen, sondern als ein Versteck für ‚Terroristen‘ verwendet worden sei.“ Hätte man gewusst, dass sich Zivilisten in dem Gebäude aufhielten, so Chalutz, „wäre der Angriff nicht ausgeführt worden.“ Die Stellungnahme enthielt auch die Bemerkung, dass das Gebäude in der Nachbarschaft lag „zu Stellen, von denen aus gegen Israel Raketen gestartet wurden“ und dass vor dem 30. Juli von der IDF „einige andere Gebäude in diesem Gebiet, ins Ziel genommen wurden, die Teil der Infrastruktur für ‚terroristische Aktivitäten‘ gewesen seien.“

### Human Rights Watch
Human Rights Watch verlangte eine internationale Untersuchung des Zwischenfalles, da die israelische Erklärung eher Fragen aufwerfe denn beantworte. Bislang ist es nicht zu einer solchen Untersuchung gekommen. Die Organisation kritisierte die IDF für ihre Haltung, dass die Angriffe nach der Warnung an die Zivilisten, das Gebiet zu verlassen, legitimiert gewesen seien: „Die Warnungen sind keine Entschuldigung, blindlings auf jeden zu schießen, der zurückgeblieben ist“.
Human Rights Watch gab bereits am 2. August 2006 bekannt, dass die ursprüngliche Schätzung von 54 getöteten Personen auf einem Register beruhte, nach welchem insgesamt 63 Personen Schutz in dem Keller gesucht hätten. Es seien durch die Rettungsteams nur neun Überlebende angetroffen worden. Human Rights Watch korrigierte diese Angabe nach eigenen Erkundungen vor Ort. Human Right Watch stellte dar, dass ihre eigenen Ermittler kein zerstörtes Militärmaterial in oder neben dem Gebäude gefunden haben. „In ähnlicher Weise hat keiner der Dutzenden von Journalisten, Rettern und internationalen Beobachtern, die Kana am 30. und 31. Juli besucht hatten, irgendwelche Beweise von der militärischen Anwesenheit der Hisbollah in dem oder um das Gebäude herum gesehen. Die Retter haben keine Leichname, die scheinbare Hisbollah-Kämpfer waren, aus dem Gebäude oder der Nähe des Gebäudes geborgen.“ Bei einer späteren Überprüfung wurde festgestellt, dass bei der Zahl der Opfer des Luftangriffes irrtümlich auch ein Mann mitgerechnet wurde, der an dem konkreten Tag in Kana an einer anderen Stelle getötet wurde. Demzufolge waren bei dem Angriff tatsächlich 27 Personen getötet worden, davon 16 Kinder. Human Rights Watch ist der Meinung, dass die anfängliche Falschmeldung nicht zu Manipulationszwecken entstanden sei, sondern durch die zu dem Zeitpunkt herrschende Verwirrung verursacht wurde.

## Details der Bombe
Ein Teil der Bombe mit der englischsprachigen Aufschrift FOR USE ON MK-84 GUIDED BOMB BSU-37/B wurde Berichten zufolge an Ort und Stelle ausgegraben. Demnach handelte es sich um eine 2000-Pfund-Sprengbombe des US-Standardtyps Mark 84, die mit einer Laserzielvorrichtung ausgerüstet war. Israel erhielt im Jahre 2004 etwa 2500 Stück dieses Bombentyps von den Vereinigten Staaten von Amerika.

## Reaktionen
International löste der Angriff Entrüstung aus. UN-Generalsekretär Kofi Annan verurteilte den Angriff scharf. „[N]ichts könne die Bombardierung von Kana rechtfertigen“, äußerte sich EU-Chefdiplomat Javier Solana. Das IKRK sah in dem Angriff eine Missachtung humanitären Rechts und Amnesty International warf Israel „Kriegsverbrechen“ vor.
In der Innenstadt Beiruts demonstrierten Tausende gegen Israel und die Vereinigten Staaten. Etliche davon stürmten die dortige Vertretung der Vereinten Nationen. Das Personal flüchtete. Auch in Gaza-Stadt wurde ein UN-Stützpunkt angegriffen. Rund 2000 Menschen warfen zunächst Steine auf die Büros, drangen dann in das Gebäude ein und verwüsteten es. Sicherheitskräfte konnten die Randalierer vertreiben.
Einige Kommentatoren betonten, dass – ähnlich wie beim Artillerieangriff auf Kana im Jahre 1996 – die IDF auf wiederholte Hisbollah-Raketenangriffe reagiert habe. Beide Zwischenfälle hätten in der Folge einen erhöhten Druck auf Israel erzeugt, einen Waffenstillstand zu erklären. Kanas strategische Lage an der Kreuzung von fünf wichtigen Straßen könne dazu beigetragen haben, dass es wiederholt ins Kreuzfeuer geraten sei.
Zeitweilig tauchten auch auf Weblogs zurückgehende Spekulationen in den Medien auf, dass der Vorfall in Kana durch die Hisbollah inszeniert worden sei. Diese Vermutung wurde als haltlos widerlegt. Die Nachrichtenagentur Reuters gestand allerdings ein, dass von ihr veröffentlichte Fotos aus Beirut manipuliert worden waren. Die Zusammenarbeit mit dem libanesischen Freelance-Fotografen Adnan Hajj, der auch Fotos vom Luftangriff auf Kana 2006 geliefert hatte, sei daraufhin beendet worden.
Am 31. Juli 2006 stimmte Israel auf US-amerikanischen Druck einer Aussetzung der Luftangriffe auf den südlichen Libanon für bis zu 48 Stunden zu, damit Zivilisten flüchten konnten und eine Untersuchung des Zwischenfalls ermöglicht wurde. Die Luftangriffe wurden allerdings weniger als 24 Stunden später fortgesetzt.

## Israelische Position und Vierte Genfer Konvention
Nach der Vierten Genfer Konvention darf

„[d]ie Anwesenheit einer geschützten Person […] nicht ausgenutzt werden, um bestimmte Punkte oder Gebiete immun gegen militärische Operationen zu machen.“

Angriffe auf rein zivile Einrichtungen sind nach der Konvention strikt verboten. Zivile Ziele, wie etwa Wohnhäuser, dürfen dann angegriffen werden, wenn sie militärisch genutzt werden und die Angriffe verhältnismäßig sind. Der militärische Nutzen der Angriffe muss größer sein als die Gefahr für die Zivilbevölkerung.
Der israelische Ministerpräsident Ehud Olmert drückte sein Bedauern über den Zwischenfall aus, sagte aber auch, die Einwohner seien aufgefordert worden, das Gebiet zu verlassen. Olmert zufolge habe die Hisbollah Kana zur Lagerung und zum Abschuss von Katjuscha-Raketen genutzt und die Dorfbewohner als lebende Schutzschilde missbraucht: „Wir werden nicht vor der Hisbollah zaudern und wir werden die Offensive nicht stoppen aufgrund der schwierigen Umstände.“
Israels Botschafter bei den Vereinten Nationen beschuldigte die Hisbollah, an den zivilen Opfern schuld zu sein. Laut Dan Gillerman habe Israel „die Einwohner von Kana wiederholt zum Verlassen aufgerufen.“ Gillerman fuhr fort: „Ich wäre nicht überrascht, wenn die Hisbollah sie zum Bleiben gezwungen hätte.“